# Demo (musik)
 For alternative betydninger, se Demo. (Se også artikler, som begynder med Demo)
En demo af et musiknummer er en udgivelse, der er udsendt som referencemateriale i stedet for til udgivelse. En demo er en måde, hvorpå musikere kan illustrere deres idéer på kassettebånd eller CD, enten for at give et indtryk af, hvad de ønsker at opnå, eller for at vise deres talent til andre og derigennem forsøge at opnå en pladekontrakt eller lignende.
Mange musikere, der allerede har en pladekontrakt bruger demoindspilninger som en måde at dele deres idéer med andre bandmedlemmer, en måde at afprøve flere forskellige versioner af den samme sang for at høre, hvilken der fungerer bedst eller for at se, hvilke af deres idéer, der fortjener at blive arbejdet videre med.
Demoudgivelser har især tidligere ikke været tiltænkt en større offentlighed, om end mange musikere ved senere lejligheder har udgivet deres demoindspilninger på specialudgivelser eller i forbindelse med box sets. Andre demoudgivelser er blevet udsendt uofficielt, blandt de mere kendte er The Beatles' Kinfauns demos. Efter internettets udbredelse er det dog blevet mere almindeligt, at musikere udsender demoudgivelser af deres numre på internettet som en selvpromovering.
| Musik | Spire Denne musikartikel er en spire som bør udbygges. Du er velkommen til at hjælpe Wikipedia ved at udvide den. |